# Малальберго
Малальберго (итал. Malalbergo) —  коммуна в Италии, располагается в регионе Эмилия-Романья, подчиняется административному центру Болонья.
Население составляет 7911 человек (на 2004 г.), плотность населения составляет 137 чел./км². Занимает площадь 53,82 км². Почтовый индекс — 40051. Телефонный код — 051
Покровителем коммуны почитается святой Антоний Великий. Праздник ежегодно празднуется 17 января.

## Города-побратимы
- Монтелимар, Франция (2008)